# Surf rock
Surf rock je glasbena zvrst, ki se je pojavila v šestdesetih letih. Gre za mešanje dveh stilov : surf in rock. Duane Eddy in Dick Dale sta pionirja surf rocka. Pojavile so se zasedbe, kot The Atlantics (ki so jim bili vzorniki The Shadows) in  The Ventures. Od srede pa do konca devetdesetih se je pojavilo veliko izvajalcev "revival" surf rocka : The Blue Stingrays, Bomboras, Man or Astro-man?, The Aqua Velvets.

## Izvajalci
- The Atlantics
- The Beach Boys - (1962–63)
- Al Casey
- The Centurions
- The Challengers
- The Chantays
- Dick Dale
- Duane Eddy
- Jan & Dean
- The Lively Ones
- Lo Presher
- Man or Astro-man?
- The Mermen
- The Pyramids
- The Shadows
- Los Straitjackets
- The Surfaris
- The Tornadoes
- The Trashmen
- The Ventures
- Bitch Boys
- Tubestone
- The Bananas
- The Matching Suits

### Surf Rock skladbe
- "Let's Go Trippin'" - Dick Dale & His Del-Tones
- "K-39" - The Challengers
- "Walk, Don't Run" - The Ventures
- "Mr. Moto" - The Bel-Airs
- "Under Water" - The Frogmen
- "Baja" - The Astronauts
- "Pipeline" - The Chantays
- "Misirlou" - Dick Dale & His Del-Tones
- "Wipe Out" - the Surfaris